# Randia longiloba
Randia longiloba là một loài thực vật có hoa trong họ Thiến thảo. Loài này được Hemsl. miêu tả khoa học đầu tiên năm 1886.